# Brecon
Brecon (velšsky Aberhonddu) je město v oblasti Powys ve Walesu ve Spojeném království. V roce 2001 zde žilo 7 901 obyvatel.
Nachází se zde kostel svaté Marie, jehož počátky se datují do konce středověku. Jeho sedmadvacetimetrová věž byla dokončena roku 1510. Má celkem osm zvonů. Další významnou sakrální stavbou je katedrála, která byla postavena v roce 1039 a začátkem třináctého století přestavěna v gotickém slohu.
Zámek Craig-y-Nos v Breconu vlastnila v pozdějším období svého života slavná italská koloraturní sopranistka Adelina Pattiová, která zde také zemřela.